# Umberto I del Viennois
Umberto I de la Tour-du-Pin (1240 – Bouvante, 12 aprile 1307) fu barone de la Tour-du-Pin, dal 1269 e delfino del Viennois e conte di Albon, dal 1282, assieme alla moglie, Anna di Borgogna, sino al 1286, e poi da solo sino alla morte.

## Origine
Umberto era figlio di Alberto IV, barone de la Tour du Pin (1205 – 1259) e di Beatrice di Coligny (1200 – 1241); infatti secondo il documento n° 814 del Peter der Zweite Graf von Savoyen, Markgraf in Italien, sein Haus und seine Lande, dello storico, Ludwig Wurstenberger, era fratello del Signore de la Tour-du-Pin, Alberto V, che secondo il documento n° 4736 del Recueil des chartes de l'abbaye de Cluny. Tome 6, era figlio di Alberto IV, barone de la Tour du Pin e della moglie che, secondo il documento T della Histoire de Dauphiné et des princes qui ont porté le nom de dauphins era Beatrice di Coligny, che era figlia di Ugo I signore di Coligny (1170 – 1205) e di Beatrice d'Albon, che era stata delfina del Viennois e contessa di Albon dal 1168 al 1228.
Alberto IV de la Tour-du-Pin era figlio di Alberto III (1180 – 1218), come ci mostra il caput XXXVII della Bibliotheca sebusiana e della moglie, Maria d'Alvernia († dopo il 1229), figlia di Roberto IV d'Alvernia e di Matilde di Borgogna.

## Biografia

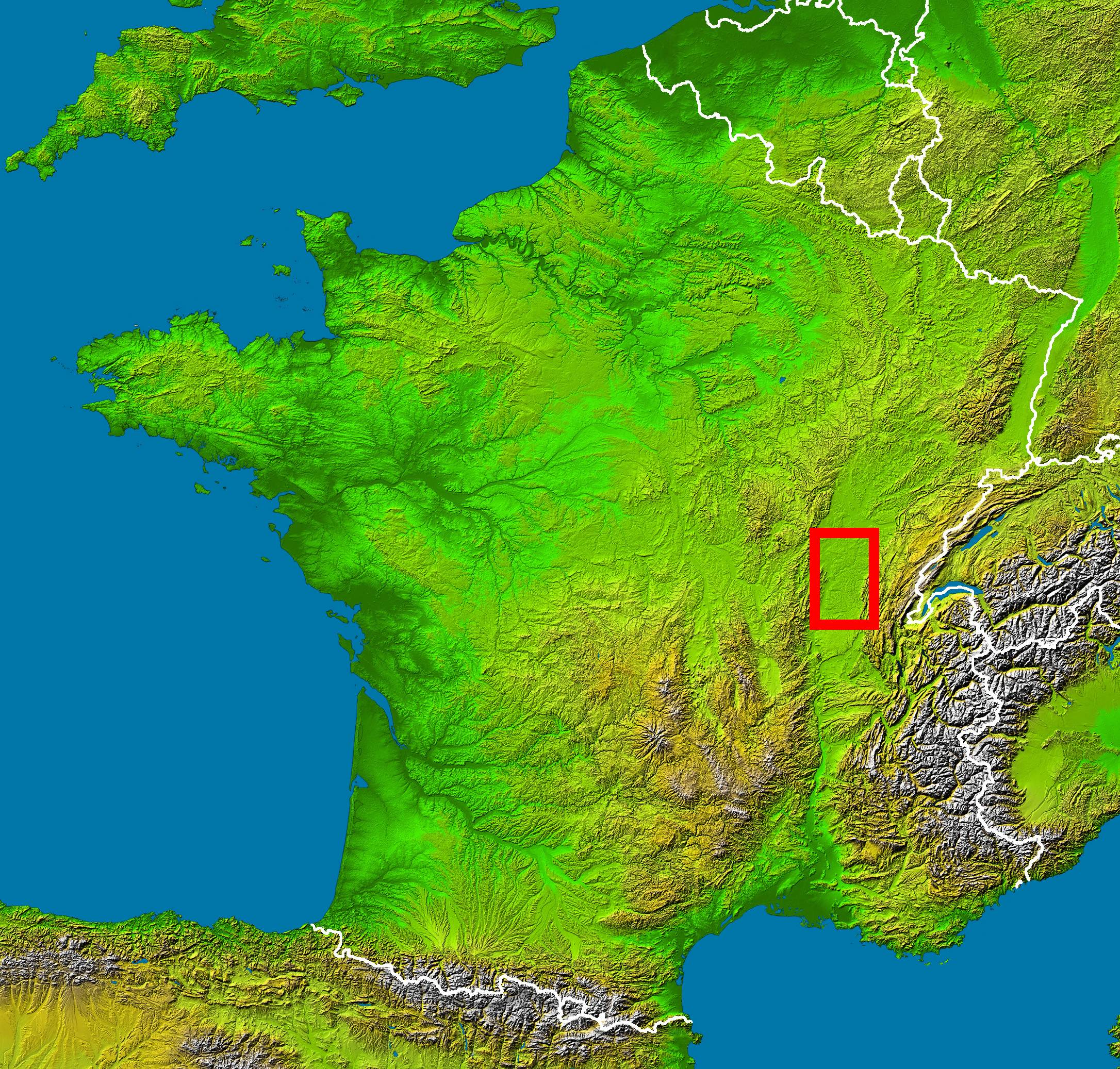
La Bresse

Umberto, nel 1269, succedette al fratello, Alberto V, nella Signoria di la Tour-du-Pin e quattro anni dopo sposò Anna di Borgogna, la sorella del delfino del Viennois e conte di Albon, conte di Grenoble, di Oisans, di Briançon,  di Embrun e di Gap, Giovanni I (1264 – 1282), che essendo ancora minorenne era sotto tutela della madre, Beatrice di Faucigny, e, dopo il matrimonio di quest'ultima con Gastone VII di Moncade, la reggenza del Delfinato e la tutela del delfino e delle sorelle era passata al Duca di Borgogna e re titolare di Tessalonica, Roberto II di Borgogna, come ci viene confermato dal documento FFF della Histoire de Dauphiné et des princes qui ont porté le nom de dauphins, il contratto di Matrimonio fu siglato nel settembre del 1273, con l'approvazione del duca Roberto II.
Umberto divenne Delfino nel 1282, alla morte, senza discendenza, del cognato Giovanni I, assieme alla moglie Anna, erede dell titolo di Delfina del Viennois, in base al testamento fatto il 27 giugno 1267, dal padre, Ghigo VII (Guigo Dalphinus, Vienn. et Albonis comitis), che aveva disposto che il suo erede sarebbe stato il figlio maschio primogenito, Giovanni (Johannem filium meum eredem mihi), ed in caso di morte di Giovanni le due figlie femmine, Anna e Caterina (Annam et Catharinam filias meas) sotto la tutela della moglie, Beatrice (Beatrix uxor mea).
Nel 1285, Roberto II di Borgogna avanzò delle pretese sul Delfinato, che vennero risolte con la concessione di un territorio a Roberto II, ed anche per l'intervento del re di Francia, Filippo IV il Bello, a favore di Umberto e Anna.
Nel 1294 Umberto si fece vassallo del re Filippo IV di Francia, in cambio di una pensione annua di 500 lire tornesi, questo fu uno dei pretesti che 50 anni dopo, portarono poi a costringere suo nipote Umberto II del Viennois a cedere l'intero Delfinato ai re di Francia.
Dal 1286, Umberto fu delfino, avendo ricevuto il titolo dalla moglie.
Da allora Umberto contribuì all'ampliamento del Delfinato integrandovi la sua baronia de La Tour du Pin, il che lo porto a scontrarsi spesso con i vicini Conti di Savoia.

### Contrasti con i Savoia
Il conte Filippo I di Savoia, mal tollerava che la baronia de La Tour du Pin, ora unita al Delfinato, tagliasse le vie di comunicazione fra la Bresse e la Contea di Savoia, perciò entrò in guerra contro il vicino nel 1282. Come gran parte delle guerre medievali, questa non fu altro che una serie di incursioni nel territorio nemico, destinate a saccheggiare i raccolti ed a seminare il terrore nelle popolazioni avversarie.
I mandamenti dell'Alto Grésivaudan vennero colpiti da una sequenza di incursioni savoiarde. Avalon venne attaccata in agosto ma la difesa eroica di una compagnia di balestrieri di Grenoble ne impedì la conquista. Questo villaggio di frontiera fu nuovamente attaccato in due riprese nella settimana che precede la festività di Tutti i Santi. Tutti i mulini furono distrutti e nella medesima settimana fu attaccata Bellecombe. Infine, nel mese di dicembre, Luigi I del Piemonte (1254 – 1352), secondo nipote di Filippo I di Savoia, al comando di 48 cavalieri, assediò senza successo il castello de la Buissière, rientrando poi con soli sei prigionieri. La guerrà avrà fine nel 1286 con il trattato di Parigi.

Quello stesso anno il castellano di Bellecombe, Aimerico di Briançon, rese omaggio al conte di Savoia, cedendo alle pressioni di quest'ultimo. 

Ciò comportò che il mandamento di La Buissière ed il suo castello divenissero la prima linea di difesa del Delfinato alla sua destra.
Non potendo accettare questo sconfinamento sulle sue terre, Umberto I propose un abile negozio ad Aimerico, consistente nello scambio del suo mandamento di Bellecombe contro quello di Varces, cosa che Aimerico accettò nel 1289. Bellecombe appartenne così definitivamente al Delfinato, con gran dispetto del conte di Savoia Amedeo V.
Quest'ultimo, deciso a vendicarsi, attaccò e distrusse il villaggio di Bellecombe, passando i suoi abitanti a fil di spada. Proseguendo le sue incursioni nel Grésivaudan, bruciando cascine e baite che incontrava, egli pose l'assedio al castello di La Terrasse, difeso dal castellano Hugues d'Arces. L'assalto durò un giorno intero ma fallì, lasciando sul terreno numerosi morti.
Battendo in ritirata il Savoia incendiò Barraux, radendone al suolo il mastio. Tuttavia Umberto approfittò del tempo trascorso dai savoiardi per la demolizione, raccogliendo una piccola armata di soccorso, composta specialmente di nobili cavalieri di La Buissière, per tendere ad Amedeo un'imboscata nel bosco della Servette fra Barraux e Chapareillan, ove le truppe di Amedeo vengono messe in rotta, molti suoi uomini uccisi o presi prigionieri.
La vertenza fu risolta nel 1293 con il trattato di Saint-Jean-de-Maurienne.I vari scontri coi conti di Savoia son citati anche nel De Allobrogibus libri novem.
Per aver intrapreso spedizioni guerresche contro il conte di Savoia ed aver oppresso i suoi sudditi a pedaggi abusivi, Umberto venne sottoposto a tre scomuniche, il che non gli impedì, lasciando il potere al figlio Giovanni, di ritirarsi nella certosa di Val Ste Marie nel 1306, dove morì e dove fu tumulato l'anno dopo.

## Matrimonio e figli
Nel 1273 Umberto aveva sposato Anna di Borgogna, che, secondo il De Allobrogibus libri novem, era la figlia femmina primogenita del delfino del Viennois e conte di Albon, conte di Grenoble, di Oisans, di Briançon, di Embrun e di Gap, Ghigo VII e della Signora di Faucigny, Beatrice.
Umberto da Anna ebbe nove figli:
- Giovanni II (prima del 1277 - † 1319), delfino del Viennois[14];
- Ugo (prima del 1285 - † 1329), barone di Faucigny, che sposò nel 1309 Maria di Savoia, figlia di Amedeo V di Savoia e di Maria di Brabante[15]
- Ghigo[16] († 1319), signore di Montauban, marito di Beatrice Del Balzo, dei conti di Avellino, Signora di Mirabel, Vinsobres e Nyon.
- Alice (1280 – 1309), andata sposa nel 1296 a Giovanni I di Forez (1275 – 1333)[16];
- Maria († dopo il 1355), andata sposa ad Aimaro di Poitiers-Valentinois[16];
- Margherita, andata sposa nel 1303 a Federico I del Vasto (1287 –  1336), marchese di Saluzzo[16];
- Beatrice (1275 – 1347), andata sposa nel 1312 ad Ugo di Chalon, (1288 – 1322), signore d'Arlay[17];
- Enrico (1296 – † dopo il 1328), vescovo di Metz[16], dal 1316 al 1325;
- Caterina († 1337), andata sposa nel 1312 a Filippo (1278 – 1334), principe di Piemonte e di Savoia-Acaia[16].

Umberto da due diverse amanti di cui non si conoscono né il nome né gli ascendenti ebbe due figli:
- Guglielmo († dopo il 1328), citato nel testamento del fratellastro, Enrico[18];
- una figlia, che a sua volta ebbe un figlio:
  - Enrico di Dreins († dopo il 1328), citato nel testamento dello zio, Enrico[18].

## Ascendenza
|                               |                       |                         | Genitori                   |  |  | Nonni |  |  | Bisnonni |  |  | Trisnonni |  |
|                               |                       |                         |                            |  |  |       |  |  | …        |  |  | …         |  |
|                               |                       |                         |                            |  |  |       |  |  | …        |  |  | …         |  |
|                               |                       | …                       |                            |  |  |       |  |  | …        |  |  |           |  |
| Alberto III de la Tour du Pin |                       |                         |                            |  |  |       |  |  | …        |  |  |           |  |
|                               |                       | …                       | …                          |  |  |       |  |  |          |  |  |           |  |
|                               |                       | …                       | …                          |  |  |       |  |  |          |  |  |           |  |
|                               |                       | …                       | …                          |  |  |       |  |  |          |  |  |           |  |
| Alberto IV de la Tour du Pin  |                       | …                       |                            |  |  |       |  |  |          |  |  |           |  |
|                               |                       | Roberto IV d'Alvernia   | Guglielmo VIII d'Alvernia  |  |  |       |  |  |          |  |  |           |  |
|                               |                       | Roberto IV d'Alvernia   | Guglielmo VIII d'Alvernia  |  |  |       |  |  |          |  |  |           |  |
|                               |                       | Roberto IV d'Alvernia   | Anna di Nevers             |  |  |       |  |  |          |  |  |           |  |
| Maria d'Alvernia              |                       | Roberto IV d'Alvernia   |                            |  |  |       |  |  |          |  |  |           |  |
|                               |                       | Matilde di Borgogna     | Oddone II di Borgogna      |  |  |       |  |  |          |  |  |           |  |
|                               |                       | Matilde di Borgogna     | Oddone II di Borgogna      |  |  |       |  |  |          |  |  |           |  |
|                               |                       | Matilde di Borgogna     | Maria di Blois             |  |  |       |  |  |          |  |  |           |  |
| Umberto I del Viennois        |                       | Matilde di Borgogna     |                            |  |  |       |  |  |          |  |  |           |  |
|                               | Umberto II di Coligny | …                       |                            |  |  |       |  |  |          |  |  |           |  |
|                               | Umberto II di Coligny | …                       |                            |  |  |       |  |  |          |  |  |           |  |
|                               | Umberto II di Coligny | …                       |                            |  |  |       |  |  |          |  |  |           |  |
| Ugo I di Coligny              | Umberto II di Coligny |                         |                            |  |  |       |  |  |          |  |  |           |  |
|                               |                       | Ida di Vienne           | …                          |  |  |       |  |  |          |  |  |           |  |
|                               |                       | Ida di Vienne           | …                          |  |  |       |  |  |          |  |  |           |  |
|                               |                       | Ida di Vienne           | …                          |  |  |       |  |  |          |  |  |           |  |
| Beatrice di Coligny           |                       | Ida di Vienne           |                            |  |  |       |  |  |          |  |  |           |  |
|                               |                       | Ghigo V d'Albon         | Ghigo IV d'Albon           |  |  |       |  |  |          |  |  |           |  |
|                               |                       | Ghigo V d'Albon         | Ghigo IV d'Albon           |  |  |       |  |  |          |  |  |           |  |
|                               |                       | Ghigo V d'Albon         | Clemenza di Mâcon          |  |  |       |  |  |          |  |  |           |  |
| Beatrice d'Albon              |                       | Ghigo V d'Albon         |                            |  |  |       |  |  |          |  |  |           |  |
|                               |                       | Beatrice del Monferrato | Guglielmo V del Monferrato |  |  |       |  |  |          |  |  |           |  |
|                               |                       | Beatrice del Monferrato | Guglielmo V del Monferrato |  |  |       |  |  |          |  |  |           |  |
|                               |                       | Beatrice del Monferrato | Giuditta di Babenberg      |  |  |       |  |  |          |  |  |           |  |
|                               |                       | Beatrice del Monferrato |                            |  |  |       |  |  |          |  |  |           |  |

### Fonti primarie
- (LA)  De Allobrogibus libri novem.
- (LA)  Peter der Zweite Graf von Savoyen, Markgraf in Italien, sein Haus und seine Lande.
- (LA)  Regesto dei Marchesi di Saluzzo.
- (LA)  Recueil des chartes de l'abbaye de Cluny. Tome 6.
- (LA)  Histoire de Dauphiné et des princes qui ont porté le nom de dauphins.
- (LA)  Bibliotheca sebusiana.
- (LA, FR)  Histoire de Dauphiné et des princes, tome I.
- (LA, FR)  Histoire de Dauphiné et des princes, Tome II.

### Letteratura storiografica
- (FR)  Histoire generale de Dauphiné. Par Nicolas Chorier
- (FR)  Baluze, Histoire généalogique de la maison d'Auvergne, tome 1.